# Francis Cockburn Curtis
Francis Cockburn Curtis, britanski general, * 1898, † 1986.